# XG3: Extreme G Racing
XG3: Extreme G Racing is een computerspel voor de platforms PlayStation 2 en GameCube. Het spel werd uitgebracht in 2001. 